# Бош, Орландо
Орландо Бош Авила (исп. Orlando Bosch Ávila; 18 августа 1926, Потреллио, Вилья-Клара — 27 апреля 2011, Майами) — кубинский революционер, затем политэмигрант, антикоммунистический деятель, боевик и ультраправый террорист. Непримиримый противник режимов Фульхенсио Батисты и Фиделя Кастро. Участник операции Кондор. Лидер боевых антикоммунистических организаций Кубинская сила и КОРУ (Координация объединённых революционных организаций). Привлекался к суду за взрыв кубинского авиалайнера 6 октября 1976 года, оправдан за недостатком улик. Один из лидеров антикастровской оппозиции в кубинской эмигрантской диаспоре.

## Студенческое соперничество с Кастро
Родился в семье полицейского, ставшего владельцем ресторана, мать работала учительницей в сельской школе. В второй половине 1940-х учился в Гаванском университете. По специальности врач-педиатр. Был известным на Кубе медиком, практиковал новые методы лечения, стажировался в США.
В университете Орландо Бош познакомился с Фиделем Кастро. Между Бошем и Кастро возникло острое соперничество — оба были старостами своих групп (медицинской и юридической) и боролись за влияние в студенческой среде. Оба также были настроены оппозиционно и конкурировали за политическое лидерство.
Бош был избран председателем Федерации студентов университета. Инициировал студенческие протестные акции. За резкий конфликтный характер Бош получил кличку Piromaniaco или Piro — «Пироман».

## Террористическая борьба

### Против Батисты
Орландо Бош придерживался стихийно-демократических взглядов и в части борьбы с диктатурой Батисты был единомышленником Кастро. Он организовывал подпольные террористические группы, был активистом Движения 26 июля (то есть фактически действовал под руководством Кастро). Из методов борьбы обычно отдавал предпочтение терактам против властей.

Против Батисты мы поставили 40 бомб. Нам это удалось. Сработало!

Орландо Бош

Соратники отмечали большой энтузиазм Piromaniaco в антибатистовской борьбе.

### Против Кастро
Попав в поле зрения полиции, Бош вынужден был бежать в Майами, чтобы избежать ареста. Вернулся на Кубу после революции, но как убеждённый антикоммунист сразу стал противником нового режима. Особое возмущение вызывали у него бессудные расстрелы, совершаемые Че Геварой. В 1960 году Бош примкнул к Восстанию Эскамбрай.

Мне пришлось бросить всё в моей жизни: семью, детей, друзей, профессию. Стать из врача солдатом было очень трудно. Но Хосе Марти сказал нам: тот, кто не принимает участия в войне, не имеет права призывать к ней.

Орландо Бош

С 1962 установил контакт с ЦРУ США. Основал Повстанческое движение революционного возрождения (MIRR), которое в 1967 преобразовалось в террористическую организацию Кубинская сила, в 1974 публично объявило войну режиму Кастро. После подавления кастровскими властями эскамбрайского повстанчества Орландо Бош сделал упор на террор против коммунистического режима. Преувеличивая значение терактов своей группировки в победе над Батистой, он рассчитывал, что систематические атаки расшатают и опрокинут режим Кастро.

Против насилия нужно бороться насилием. Хотя порой невозможно не задеть невинных людей.

Орландо Бош

Кубинская сила распространила публичное предупреждение о своём намерении атаковать объекты любого иностранного государства, поддерживающего политические или торговые связи с Кастро. 15 сентября 1968 года Бош организовал гранатомётный обстрел польского судна Polankia — ПНР являлась одним из союзников Кастро. Был арестован американской полицией, осуждён на 10 лет тюрьмы, но он досрочно освободился уже в 1972. Выйдя из тюрьмы, Бош перебрался в Венесуэлу, где организовал несколько взрывов кубинских и панамских дипломатических представительств. Был арестован венесуэльской полицией, но вскоре вновь оказался на свободе.

Мы будем атаковать кубинские посольства, убивать кубинских дипломатов, захватывать кубинские самолёты, пока Кастро не освободит политзаключённых и не начнёт иметь с нами дело.

Орландо Бош

При этом, в отличие от Альфы 66, Бош делал оперативную ставку не на вооружённые рейды на территорию Кубы, а на точечные ликвидации представителей Кастро в Латинской Америке. Главной задачей Бош считал физическую ликвидацию самого Фиделя Кастро. До конца своих дней он возмущался пассивностью ЦРУ в данном вопросе.

Если бы ЦРУ решилось, Кастро был бы мёртв.

Орландо Бош

### «Кондор» и КОРУ
К властям США Бош также имел претензии за отказ поддержать эскамбрайское движение. Не удалось договориться о совместной организации покушения на Кастро ни с Сомосой, ни с Пиночетом. Первый считал недопустимым убийства глав государств (поскольку таким образом погиб его отец). Второй полагал план Боша слишком сложным в осуществлении. В то же время Бош наладил определённое взаимодействие с пиночетовской спецслужбой ДИНА в операции Кондор.
Тесное сотрудничество установилось у Боша с Антикоммунистическим альянсом Аргентины. Совместно было совершено покушение на кубинского посла в Буэнос-Айресе подрыв посольства Мексики (сохранявшей дипломатические отношения с Кубой) в Гватемале.
С декабря 1974 Бош находился в Чили. США потребовали от правительства Пиночета выдачи Боша по обвинению в серии терактов. Бош перебрался в Доминиканскую Республику, где 11 июня 1976 года основал КОРУ — CORU, Координация объединённых революционных организаций. Был утверждён масштабный план новых антикастровских терактов. 23 сентября 1976 Бош снова прибыл в Венесуэлу (с негласной санкции президента Переса).

### Взрыв рейса 455
6 октября 1976 года агенты Луиса Посады Каррилеса (оперативно-политический партнёр Боша) Эрнан Рикардо и Фредди Луго взорвали кубинский авиалайнер, следовавший рейсом 455 из Гайаны на Кубу. Теракту предшествовал контакт Боша с Рикардо и Луго, а также совещание 5 октября с представителями кубинской эмиграции.
Самолёт совершал несколько промежуточных посадок. Бомба была заложена в Тринидаде и Тобаго, взрыв произошёл после посадки в Барбадосе, при перелёте на Ямайку.
На борту находились 57 кубинцев, 11 гайанцев, 5 северокорейцев и 5 членов экипажа. Кубинские пассажиры были в основном спортсменами-фехтовальщиками, возвращавшимися и центральноамериканского и карибского чемпионата, гайанцы — студентами-медиками, северокорейцы — чиновниками. Участие кубинских спортсменов в континентальных чемпионатах имело важное политическое значение для Кастро. Гайана и КНДР являлись внешними союзниками Кубы.
Погибли 78 человек. Этот взрыв стал крупнейшим воздушным терактом в истории Латинской Америки и одним из крупнейших в мире.

Пропорционально атака на кубинскую авиакомпанию была для Кубы примерно так же разрушительна, как 9/11 для Соединённых Штатов.

Рикардо и Луго были быстро вычислены и арестованы. 8 октября 1976 в Каракасе был взят под стражу Орландо Бош. В 1980 венесуэльский суд оправдал его за недостаточностью улик — при том, что Рикардо и Луго получили длительные сроки заключения. Этот вердикт был опротестован, и окончательно обвинение было снято только в 1987 году.
Непосредственной ответственности за теракт Бош не признал, но высказывался в том смысле, что считает кубинский лайнер законной мишенью:

Все самолёты Кастро — военные.

Общее количество террористических актов, совершённых в 1968—1980 при участии Боша, под его руководством или приписываемых ему, составляет примерно 100. В перечень входят взрывы обстрелы, физические ликвидации. Объектами атак являлись кубинские представительства, политические и коммерческие помещения союзников Кастро (от торгпредства СССР в Мексике до соцпартии Пуэрто-Рико), коммунистические и левые деятели, так или иначе связанные с кубинским правящим режимом. Эти данные исходят от официальной пропаганды Кастро и не могут приниматься некритически. Однако в значительной своей части они имеют подтверждение.

## Годы в Майами
Теракт 6 октября 1976 сделал Боша всемирно известным и поставил под постоянное наблюдение спецслужб и правоохранительных органов. Это вынудило его отойти от оперативной деятельности, ограничиваясь агитационными выступлениями антикоммунистического и антикастровского характера. В 1987 году Бош переехал в США, где был арестован по прежним обвинениям. Был освобождён 20 июля 1990 года на основании помилования президента Джорджа Буша-старшего. За него ходатайствовали такие видные деятели Республиканской партии, как Джеб Буш и Илеана Рос-Лейтинен.
После освобождения Бош 21 год прожил с семьёй в Майами. Выступал с политическими заявлениями антикоммунистического и антикастровского характера. Пользовался большим авторитетом в местной кубинской диаспоре, городских органах власти и Республиканской партии. Был награждён почётной грамотой Университета Майами. Время от времени в городе проводились специальные «Дни Орландо Боша».
Между Бошем и Кастро продолжалась своеобразная полемика:

Орландо Бош: Я хотел убить этого человека, чтобы подать пример будущим поколениям. Сожалею, что он умрёт в своей постели.

Газета Гранма: Чудовищный Орландо Бош, этот педиатр-убийца, мирно спит в своей постели!

В 2010 году увидела свет автобиография Орландо Боша Los años que he vivido («Годы моей жизни»).

## Оценки деятельности
Кончина Орландо Боша в апреле 2011 вызвало большое количество разнохарактерных комментариев:
Адриана Бош, супруга Орландо Боша: «Прекрасный отец, муж, врач, он отдал большую часть своей жизни борьбе за освобождение Кубы».
Питер Корнблух, директор Архива национальной безопасности Проекта документации Чили и Проекта документации Кубы: «Он прожил жизнь нераскаявшегося террориста».
Пепе Эрнандес, руководитель отделения Кубино-американского национального фонда: «Он умирал спокойно, зная, что его борьба, теперь иными средствами, будет продолжена нами».
Уэйн Смит, старший научный сотрудник вашингтонского Центра международной политики: «Всегда были те, кто из ненависти к Кастро аплодировали Бошу. Но он оказывал медвежью услуги делу свободы и демократии».
Восприятие Боша и его деятельности на Западе, особенно в США, поначалу в целом позитивное, постепенно изменилось к худшему — от «демократа» к «террористу». Он вызывал гораздо меньшие симпатии, чем, например, Элой Гутьеррес Менойо. Тем не менее, никем никогда не ставились под сомнение его моральная цельность, убеждённость и целеустремлённость.

## Значение в кубинской истории
Орландо Бош — яркая фигура кубинского антикоммунизма XX века. В отличие от Элоя Гутьерреса Менойо, Убера Матоса, Армандо Вальядареса, Карлоса Альберто Монтанера, Николаса Гильена Ландриана, он не принадлежал ни к левому, ни к либеральному, ни к правозащитному направлению. Взгляды Боша скорее напоминали ультраправую идеологию ВАКЛ. Методы в основном сводились к террору.
Существенно, что именно на таких примерах, как Бош, пропаганда режима Кастро целенаправленно формировала имидж кубинской оппозиции. В глазах мировой общественности сложился образ «кубинского контрреволюционера» — связанного с ЦРУ террориста неофашистских взглядов. Кастро и Бош, лично знакомые со студенческих лет, превратились в символы кубинского противостояния. Фактически они эффективно помогали друг другу формировать образы врага. При этом оставлялось «за кадром» активное участие Боша в борьбе против диктатуры Батисты.

## Интересные факты
Орландо Бош родился всего через пять дней после Фиделя Кастро.
Упорно муссируется версия о причастности Орландо Боша к убийству президента США Джона Кеннеди (радикальные кубинские антикоммунисты возлагали на администрацию Кеннеди ответственность за провал антикастровских акций 1961—1962) — якобы Бош присутствовал в Далласе 22 ноября 1963 года вместе с Ли Харви Освальдом.
Свои мемуары Орландо Бош закончил 26 июля 2010 года — ровно через 57 лет после нападения на казармы Монкада, положившего начало Кубинской революции.
Фидель Кастро счёл нужным персонально упомянуть Орландо Боша (как «самого кровавого представителя империалистического терроризма») в публичном выступлении 17 мая 2005 года.